# تارزان، مرد گوریلی (فیلم ۱۹۵۹)
تارزان، مرد گوریلی (انگلیسی: Tarzan, the Ape Man) یک فیلم اکشن ماجراجویی به کارگردانی «جوزف م. نیومن» است که در سال ۱۹۵۹ منتشر شد.
این فیلم بازسازی فیلمی قدیمی‌تر به همین نام (محصول ۱۹۳۲) است و بخش‌های قابل توجهی از فیلم، دقیقاً از همان فیلم برداشته شده است. (بدون آنکه مجدداً تصویربرداری و ساخته شوند) از جمله صحنه‌های از این شاخه به آن شاخه پریدن تارزان در جنگل و صحنه‌هایی که فیل‌ها، خانه‌های روستایی قبیله را خراب می‌کنند. نعرهٔ تارزان هم از همان فیلم وام گرفته شده است.
این فیلم در مجموع، ۹۲۰۰۰ دلار سود خالص برای مترو گلدوین مایر در بر داشت.

## بازیگران
- دنی میلر در نقش «تارزان»
- جوانا بارنز
- رابرت داگلاس
- چه‌زاره دانووا
- توماس یانگا